# Liste bedeutender Seeunfälle 1981–1990
Diese Liste schwerer Seeunfälle 1981–1990 verzeichnet Schiffsunfälle der Seeschifffahrt mit Toten oder hohen Sachschäden.

## Liste
| Datum              | Name                      | Tote      | Hergang |
| ------------------ | ------------------------- | --------- | --- |
| 27. Januar 1981    | Tampomas II               | mind. 510 | Die Passagierfähre Tampomas II geriet in der Javasee am 26. Januar in Brand, explodierte und sank einen Tag später. 672 Personen konnten vom Schiff gerettet werden, 147 Tote wurden geborgen und 373 auf der Passagierliste registrierte Personen blieben vermisst. Schätzungen gingen von weiteren Todesopfern aus. Hauptgrund der Katastrophe waren mangelhafte Sicherheitseinrichtungen. |
| 10. Februar 1981   | Feddy                     | 31        | Etwa neun Seemeilen nördlich von Algier kollidierten in dichtem Nebel der unter liberianischer Flagge fahrende Massengutfrachter Feddy und das Motorschiff Sounion. Die Feddy sank unmittelbar nach der Kollision so schnell, dass nur drei der insgesamt 34 Besatzungsmitglieder gerettet werden konnten. |
| 26. November 1981  | E.L.M.A. Tres             | 23        | Auf der Reise von Ilhéus nach Boston sank das deutsche Motorschiff E.L.M.A. Tres (7.800 BRT) in einem Orkan rund 200 Seemeilen östlich der Bermudas, nachdem die Containerladung verrutschte. Von den 24 Besatzungsmitgliedern konnte nur ein Seemann gerettet werden. Bei der Untersuchung der Unglücksursache durch das Seeamt Hamburg wurden seitens der Gewerkschaft ÖTV schwere Vorwürfe gegen die Reederei hinsichtlich des Zustandes des Schiffes und des Ausbildungsstandes der überwiegend philippinischen Mannschaft erhoben.                        |
| 19. Dezember 1981  | Solomon Brown             | 16        | Beim Versuch, während eines schweren Orkans acht Schiffbrüchige vom irischen Frachter Union Star zu übernehmen, der nach einem Motorschaden auf die Felsen des Penlee Point (Cornwall) getrieben worden war, sank das in Mousehole stationierte Rettungsboot Solomon Brown, als der auf dem Riff festsitzende Frachter plötzlich kenterte. Alle acht Besatzungsmitglieder des Rettungsbootes sowie alle acht Schiffbrüchigen der Union Star, von denen vier bereits unter schwierigsten Bedingungen abgeborgen worden waren, kamen bei dem Unglück ums Leben.  |
| 29. Dezember 1981  | Marina di Equa            | 30        | Während eines Orkans kam es auf dem italienischen Frachter Marina di Equa (22.901 BRT) etwa 280 km nordwestlich von A Coruña zum Wassereinbruch im vorderen Laderaum. Die entstehende Instabilität ließ das Schiff nach zwei Stunden auseinanderbrechen und sinken. Obwohl der zu Hilfe eilende Frachter Theodor Fontane der Deutschen Seereederei die Unglücksstelle noch vor dem Untergang erreichte, konnte bei dem schweren Wetter keines der 30 Besatzungsmitglieder der Marina di Equa gerettet werden.                                                  |
| 15. Februar 1982   | Ocean Ranger              | 84        | Vor der Küste von Neufundland wurde die Bohrplattform Ocean Ranger während eines schweren Wintersturms von mehreren Wellen von vermutlich bis zu 30 Metern Höhe (Monsterwelle) getroffen, welche die Ballasttanks beschädigten und die Stromversorgung kollabieren ließen. Da infolge des Energieausfalls die Pumpen versagten, konnte das eindringende Wasser nicht aus der Plattform hinausgepumpt werden. In den frühen Morgenstunden des 15. Februar kenterte die Bohrinsel und sank. Von den 84 Besatzungsmitgliedern überlebte niemand.                  |
| 16. Februar 1982   | Craigantlet               | 0         | Das Küstenmotorschiff lief in einer Bucht vor dem südwestlichen Schottland auf Grund. Die Besatzung konnte gerettet werden, wegen Containern mit falsch deklarierten Gefahrstoffen an Bord musste die Umgebung allerdings für mehrere Wochen evakuiert werden. |
| 18. Februar 1982   | President Kruger          | 16        | Etwa 150 Kilometer südwestlich von Kapstadt kollidierte die südafrikanische Fregatte President Kruger während einer U-Jagd-Übung mit dem südafrikanischen Versorgungsschiff Tafelberg. Die Fregatte sank kurz darauf mit 16 Besatzungsangehörigen an Bord. Etwa 230 Seeleute konnten gerettet werden. |
| 11. März 1982      | Ranga                     | 0         | Auf seiner Jungfernfahrt von Vigo auf dem Weg nach Reykjavík strandet bei einem Sturm nach einem Motorschaden an der irischen Westküste bei Dunmore Head das spanische Containerschiff Ranga (1592 BRT). Alle vierzehn Besatzungsmitglieder konnten mithilfe eines Rettungshubschraubers geborgen werden. |
| 14. November 1982  | Nesam                     | 5         | Bei einem Sturm sank vor der südwestenglischen Küste der schottische Frachter Nesam (1.571 BRT). Von den insgesamt elf an Bord befindlichen Besatzungsmitgliedern konnten sechs mit einem Hubschrauber gerettet werden, die übrigen fünf fanden beim Untergang des Schiffes den Tod. |
| 20. Januar 1983    | Kudowa Zdroj              | 20        | Auf der Reise von Valencia zum libyschen Hafen Derna sank vor Ibiza der polnische Frachter Kudowa Zdroj (1.171 BRT), nachdem die Stahlladung in einem Sturm verrutschte. Nur acht der insgesamt 28 Besatzungsmitglieder konnten gerettet werden, da die Rettungsboote durch die starke Schlagseite des Schiffs nicht benutzbar waren. |
| 1. Februar 1983    | Activ                     | 8         | Auf einer Überführungsreise von Málaga (Spanien) nach Nyborg (Dänemark) sank der als Experimentalschule vom Tvind-Imperium genutzte dänische Schoner Activ (92 BRT) während eines Orkans im Seegebiet vor Den Helder. Alle Besatzungsmitglieder kamen bei dem Untergang ums Leben. Nach dem Untergang des Schiffes wurden schwere Vorwürfe wegen der Verhältnisse an Bord sowie des Zustandes des Schiffes gegen Tvind erhoben. |
| 12. Februar 1983   | Marine Electric           | 31        | Marode Ladeluken verursachten ein Wasseraufnehmen im Bugbereich im Sturm. |
| 23. Februar 1983   | Chrysi Avgi               | 28        | Bei starkem Wind Verschiebung der Ladung durch extreme Krängung. Infolgedessen ist Benzin ausgelaufen und es kam zu Explosionen. |
| 19. April 1983     | Giannis D                 | 0         | Aufgrund eines Navigationsfehlers rammte der mit Holz beladene Massengutfrachter Giannis D (2.992 BRT) mit voller Fahrt das Riff Abu Nuhas im Roten Meer. Das Schiff blieb schwer beschädigt auf dem Riffdach liegen, bis es später in einem Sturm auseinanderbrach und versank. Die Besatzung konnte sich auf die nahe gelegene Insel Shadwan retten. |
| 23. Juni 1983      | K-429                     | 16        | Aufgrund mangelhafter Wartungsarbeiten trat im Pazifik nahe der U-Boot-Basis Petropawlowsk-Kamtschatski Wasser in das sowjetische Atom-U-Boot K-429 der Charlie-I-Klasse ein. Das Boot sank auf ca. 39 Metern Tiefe, wobei 14 Seeleute ums Leben kamen. Zwei weitere Besatzungsmitglieder starben bei der Rettung. |
| 26. November 1983  | Kampen                    | 7         | Auf der Reise von Amsterdam nach Island sank das mit Kohle beladene Hamburger Motorschiff Kampen (3.982 BRT) südlich von Island in einem Sturm infolge undichter Lukendeckel und übergehender Ladung. Sieben Besatzungsmitglieder, darunter der Kapitän, kamen bei dem Untergang ums Leben. |
| 23. Januar 1984    | Radiant Med               | 17        | Auf der Reise vom Kongo nach Gent kenterte der in Liberia registrierte und mit Getreide als Massengut beladene Frachter Radiant Med (2.997 BRT) etwa 17 Seemeilen südwestlich der Kanalinsel Guernsey, nachdem eine außerordentlich hohe Welle einen Lukendeckel eingeschlagen hatte. Nur acht der 25 Besatzungsmitglieder konnten gerettet werden. |
| 7. Februar 1984    | Midnight Sun 1            | 8         | Während eines Sturmes sank vor der französischen Atlantikküste der in Panama registrierte Frachter Midnight Sun 1, nachdem ein Lukendeckel von einer sehr hohen Welle eingeschlagen wurde. Da beim abgesetzten Notruf keine Positionsangabe erfolgte, erreichten die Rettungskräfte die Untergangsstelle erst spät, so dass nur elf der 19 Besatzungsmitglieder gerettet werden konnten. |
| 26. Juni 1984      | American Eagle            | 7         | Auf der Reise von Savannah (Georgia) nach Orange (Texas) kam es im Golf von Mexiko bei Tankreinigungsarbeiten auf dem unter Ballast fahrenden US-amerikanischen Tanker American Eagle zu einer Explosion infolge einer elektrostatischen Entladung. Durch die Explosion wurde der Tanker so schwer beschädigt, dass er am Folgetag auseinanderbrach und sank. Bei der Explosion und dem nachfolgenden Untergang starben sieben Besatzungsmitglieder, neun wurden verletzt.                                                                                     |
| 14. August 1984    | Islamar III               | 26        | Südlich der kanarischen Inseln sank der in Huelva beheimatete spanische Trawler Islamar III. Bei dem Untergang kamen 26 Besatzungsmitglieder ums Leben, zwei konnten nach 72 bzw. 100 Stunden lebend vor der Küste Westsaharas bei einer großangelegten Suchaktion gerettet werden. |
| 2. Oktober 1984    | Martina                   | 19        | Im Hamburger Hafen unterschnitt die von einem sehbehinderten Schiffsführer geführte Barkasse bei Dunkelheit die Trosse eines Schleppzuges zwischen Schlepper und Anhang. Von den insgesamt 43 Besatzungsmitgliedern und Gästen der Feier an Bord konnten viele nicht schnell genug unter der Verplanung des Ausflugsschiffes hervorkommen. Die Ermittlungen zur Unfallursache förderten schwere Mängel in der damaligen Hafenpatentverordnung des Hamburger Hafens, die damals keine verpflichtenden Sehtests bei Schiffsführern vorsah, zu Tage.              |
| 28. Oktober 1984   | Venus                     | 36        | Während des verheerenden Taifuns Warren kenterte die philippinische Fähre Venus. Von den über 200 an Bord befindlichen Personen und Besatzungsmitgliedern kamen 36 bei dem Unglück ums Leben. |
| 19. Januar 1986    | Erlenhain                 | 8         | Auf der Reise von Gabes (Tunesien) nach New Holland (North Lincolnshire) sank bei einem Orkan in der Biskaya das Hamburger Motorschiff Erlenhain (1.199 BRT) so schnell, dass von der Besatzung kein Notruf mehr abgesetzt werden konnte. Alle an Bord befindlichen Personen kamen bei dem Untergang ums Leben. |
| 1. August 1986     | Comtessa Viv              | 5         | An der Südwestküste Irlands lief nahe der Hafenstadt Castletownbere bei einem Sturm der irische Krabbenfänger Comtessa Viv auf einen Felsen und sank. Nur die an Deck befindlichen neun Besatzungsmitglieder, darunter der Kapitän, konnten sich mit z. T. schweren Verletzungen retten, fünf weitere Seeleute wurden beim Untergang unter Deck eingeschlossen und kamen bei dem Unglück ums Leben. |
| 31. August 1986    | Admiral Nachimow          | 423       | Das sowjetische Schiff mit 1.234 Menschen an Bord kollidierte im Schwarzen Meer vor Noworossijsk mit einem Frachter und sank in nur sieben Minuten. |
| 6. Oktober 1986    | K-219                     | 4         | Nach einer Explosion im Raketensilo am 3. Oktober und einer Notabschaltung des Reaktors kurz vor einer Kernschmelze sank das sowjetische U-Boot mit ballistischen Raketen K-219 östlich von Bermuda im Atlantik. |
| 24. Dezember 1986  | Suðurland                 | 6         | Auf der Fahrt von Reyðarfjörður nach Murmansk sank der isländische Frachter Suðurland im Seegebiet zwischen Island und Norwegen in einem Orkan. Nur fünf der elf Besatzungsmitglieder konnten gerettet werden. |
| 25. Dezember 1986  | Stainless Trader          | 18        | Während eines Sturmes kam es auf dem zypriotischen Frachter Stainless Trader (16.000 BRT) etwa 20 Seemeilen von Cagliari (Sardinien) zu einem Wassereinbruch, der zu einem Verrutschen der Ladung und zum Untergang des Schiffes führte. Von den 28 Besatzungsmitgliedern an Bord konnten zehn gerettet werden, die übrigen 18 fanden beim Untergang den Tod. |
| 26. Dezember 1986  | Syneta                    | 12        | Auf der Reise von Liverpool nach Eskifjörður lief der in Ballast fahrende Tanker Syneta (1.260 BRT) vermutlich auf Grund eines Navigationsfehlers auf eine Felsgruppe und sank auf der Stelle. Alle zwölf an Bord befindlichen Besatzungsmitglieder kamen bei dem Unfall ums Leben. |
| 6. März 1987       | Herald of Free Enterprise | 193       | Die RoRo-Fähre Herald of Free Enterprise lief mit 623 Menschen aus dem Hafen von Zeebrugge aus. Durch die bei der Abfahrt nicht völlig verschlossene Bugklappe drang Wasser auf das Autodeck, worauf das Schiff noch im Hafenbecken kenterte, aber wegen der geringen Wassertiefe auf der Seite liegenblieb. |
| 16. April 1987     | Musson                    | 39        | Die sowjetische Korvette Musson der Nanuchka-Klasse wurde während einer Schießübung im japanischen Meer von einem Übungsmarschflugkörper getroffen, den ein befreundetes Schiff gestartet hatte. Nach einem Feuer und einer Explosion im Raketenmagazin ging die Musson unter und 39 Seeleute starben. |
| 20. Dezember 1987  | Doña Paz                  | 4.386     | Die philippinische Fähre Doña Paz kollidierte am 20. Dezember 1987 auf dem Weg von Leyte nach Manila in der Nähe von Mindoro mit dem Tanker Vector. Es kam zu einer Explosion und einem anschließenden Brand. Nur 24 Überlebende von der Doña Paz und zwei Besatzungsmitglieder der Vector konnten gerettet werden. Die folgende amtliche Untersuchung kam auf eine Opferzahl von 4.317 Passagieren, 58 Besatzungsmitgliedern der Doña Paz und elf Besatzungsmitgliedern der Vector. Es handelte sich damit um das schwerste Schiffsunglück in Friedenszeiten. |
| 22. April 1988     | Athenian Venture          | 29        | Auf der Reise von Amsterdam nach New York kam es auf dem unter zypriotischer Flagge fahrenden Tanker Athenian Venture (50.000 BRT) etwa 400 Seemeilen südöstlich von Kap Race zu einer schweren Explosion, die zum Auseinanderbrechen des Schiffes führte. Alle 29 an Bord befindlichen Personen wurden bei dem Unglück getötet. |
| 26. April 1988     | Reijin                    | 1         | Der Autotransporter Reijin lief mit 5.432 Neuwagen beladen vor Oporto auf Grund und kenterte kurze Zeit später. Ein Besatzungsmitglied kam dabei ums Leben. |
| 4. Juli 1988       | Singa Sea                 | 19        | Im Indischen Ozean wurde der von Australien nach Südafrika laufende philippinische Schüttgutfrachter Singa Sea (15.894 BRT) während eines Sturms von mehreren Monsterwellen getroffen und zerbrach in zwei Teile. 19 Seeleute gingen sofort mit dem Schiff unter. Sechs Überlebende konnten sich in eine Rettungsinsel flüchten und wurden erst 29 Tage später von einem Frachter geborgen. |
| 21. Oktober 1988   | Jupiter                   | 4         | Beim Verlassen von Piräus wurde das Schiff etwa 1,2 Seemeilen südwestlich der Hafeneinfahrt von dem italienischen Autotransporter Adige gerammt. Die Kollision riss ein Leck von 4,5 × 12 m Größe in die Backbordseite der Jupiter, und sie sank innerhalb von 40 Minuten. An Bord waren, neben der Besatzung von 110 Mann, 391 britische Schulkinder im Alter von 13 bis 15 Jahren und 84 Lehrer. Eine Schülerin, ein Lehrer und zwei Besatzungsmitglieder kamen ums Leben.                                                                                   |
| 25. Februar 1989   | Anna Leonhardt            | 14        | Im Golf von Biskaya geriet der Hamburger Frachter Anna Leonhardt (3.895 BRT) in einen schweren Orkan. Extremer Seegang und davon hervorgerufene Schäden am Schiff zwangen die Schiffsführung in Richtung spanische Küste abzudrehen. Kurze Zeit später sank das Schiff. Obwohl bereits kurz nach dem Untergang der britische Containerfrachter Toloaga Bay (52.055 BRT) die Unglücksstelle erreichte, konnte auf Grund des schweren Wetters niemand gerettet werden.                                                                                           |
| 24. März 1989      | Exxon Valdez              |           | Der Öltanker Exxon Valdez fuhr auf ein Riff im Prinz-William-Sund. 44.000 Tonnen Rohöl liefen aus und verseuchten Teile der Küste Alaskas. |
| 7. April 1989      | K-278 Komsomolez          | 42        | Auf dem einzigen Boot der sowjetischen Mike-Klasse brach unter Wasser ein Feuer aus. Es gelang mit Mühe aufzutauchen. Nach erfolgloser Brandbekämpfung sank das Boot vor der Küste Norwegens südöstlich der Bäreninsel. Vor dem Untergang wurden die Reaktoren heruntergefahren und gesichert. 22 Besatzungsangehörige konnten sich retten. |
| 5. September 1989  | Ladushkin                 | 15        | Südwestlich Gotlands wurde der zusammen mit einem anderen Fischereifahrzeug fischende sowjetische Trawler Ladushkin von dem finnischen Tanker Tebostar (3.811 BRT) überrannt, zerbrach in zwei Teile und sank binnen weniger Minuten. Alle 15 Besatzungsmitglieder der Ladushkin kamen bei dem Untergang ums Leben. |
| 20. August 1989    | Marchioness               | 51        | Auf der Themse bei London stießen in den frühen Morgenstunden das Ausflugsboot Marchioness und das Baggerschiff Bowbelle zusammen. Der Vergnügungsdampfer wurde dabei so heftig gerammt, dass er innerhalb von 30 Sekunden kenterte und sank. Von 130 Menschen an Bord ertranken dabei 51. Eine Untersuchung machte später den Kapitän des Baggerschiffes teilweise für das Unglück verantwortlich; er versäumte es, eine Wache am Bug des großen Fahrzeuges zu positionieren.                                                                                 |
| 10. September 1989 | Mogoșoaia                 | 207       | Ein bulgarischer Schlepper kollidierte bei widriger Sicht mit dem rumänischen Fahrgastschiff Mogoșoaia. Auf der Donau bei Galați starben bei diesem Zusammenstoß 207 Menschen. |
| 9. Dezember 1989   | Capitaine Torres          | 23        | Während eines Orkans sank das in Vanuatu registrierte Motorschiff Capitaine Torres 40 Seemeilen nördlich von Kap-Breton-Insel im Sankt-Lorenz-Golf, nachdem die Containerladung übergegangen war. Alle 23 Besatzungsmitglieder kamen bei dem Untergang des Schiffes ums Leben. |
| 9. Dezember 1989   | Johanna B                 | 16        | Im selben Orkan, dem auch das Motorschiff Capitaine Torres zum Opfer fiel, sank im Sankt-Lorenz-Golf das in Panama registrierte Motorschiff Johanna B. Alle 16 Besatzungsmitglieder kamen bei dem Untergang des Schiffes, dessen Stahlladung vermutlich im Sturm verrutschte, ums Leben. |
| 7. April 1990      | Scandinavian Star         | 158       | Auf der dänischen Fähre Scandinavian Star mit rund 500 Menschen an Bord brach im Skagerrak auf der Fahrt von Oslo nach Frederikshavn wegen Brandstiftung ein Feuer aus. |